# Hugo IV van Rethel
Hugo IV van Rethel (circa 1244 - 1285) was van 1272 tot aan zijn dood graaf van Rethel. Hij behoorde tot het huis Rethel.

## Levensloop
Hugo IV was de oudste zoon van graaf Manasses V van Rethel uit diens huwelijk met Elisabeth van Écry.
In 1272 volgde hij zijn vader op als graaf van Rethel. In deze functie kwam hij in conflict met zijn vazal Colard de Rode, heer van Lumes, waarna hij diens landerijen in beslag nam. Uiteindelijk werd zijn dochter en opvolgster Johanna in 1323 verplicht om een schadevergoeding te betalen aan Colard. 
Hugo IV overleed in 1285.

## Huwelijken en nakomelingen
In 1268 huwde hij met zijn eerste echtgenote Agnes van Chiny. Zijn tweede echtgenote werd in 1270 Maria van Edingen. Beide huwelijken bleven kinderloos.
Op 8 oktober 1275 huwde hij met zijn derde echtgenote Isabella, dochter van graaf Hendrik V van Grandpré. Ze kregen een dochter:
- Johanna (overleden in 1328), gravin van Rethel, huwde in 1290 met graaf Lodewijk I van Nevers

## Voorouders
| Voorouders van Hugo IV van Rethel (1244-1285) | Voorouders van Hugo IV van Rethel (1244-1285)             | Voorouders van Hugo IV van Rethel (1244-1285)             | Voorouders van Hugo IV van Rethel (1244-1285)             | Voorouders van Hugo IV van Rethel (1244-1285)             | Voorouders van Hugo IV van Rethel (1244-1285)             | Voorouders van Hugo IV van Rethel (1244-1285)             | Voorouders van Hugo IV van Rethel (1244-1285)             | Voorouders van Hugo IV van Rethel (1244-1285)             |
| --------------------------------------------- | --------------------------------------------------------- | --------------------------------------------------------- | --------------------------------------------------------- | --------------------------------------------------------- | --------------------------------------------------------- | --------------------------------------------------------- | --------------------------------------------------------- | --------------------------------------------------------- |
| Overgrootouders                               | Manasses IV van Rethel (-1119) ∞ Mathilde van Kyrburg     | Manasses IV van Rethel (-1119) ∞ Mathilde van Kyrburg     | Simon van Broyes ∞ -                                      | Simon van Broyes ∞ -                                      | - ∞ -                                                     | - ∞ -                                                     | - ∞ -                                                     | - ∞ -                                                     |
| Grootouders                                   | Hugo II van Rethel (-1227) ∞ Felicitas van Broyes         | Hugo II van Rethel (-1227) ∞ Felicitas van Broyes         | Hugo II van Rethel (-1227) ∞ Felicitas van Broyes         | Hugo II van Rethel (-1227) ∞ Felicitas van Broyes         | - ∞ -                                                     | - ∞ -                                                     | - ∞ -                                                     | - ∞ -                                                     |
| Ouders                                        | Manasses V van Rethel (?-1272) ∞ Elisabeth van Ecry (?–?) | Manasses V van Rethel (?-1272) ∞ Elisabeth van Ecry (?–?) | Manasses V van Rethel (?-1272) ∞ Elisabeth van Ecry (?–?) | Manasses V van Rethel (?-1272) ∞ Elisabeth van Ecry (?–?) | Manasses V van Rethel (?-1272) ∞ Elisabeth van Ecry (?–?) | Manasses V van Rethel (?-1272) ∞ Elisabeth van Ecry (?–?) | Manasses V van Rethel (?-1272) ∞ Elisabeth van Ecry (?–?) | Manasses V van Rethel (?-1272) ∞ Elisabeth van Ecry (?–?) |